# Чупич, Стефан
Стефан Чупич (серб. Стефан Чупић / Stefan Čupić; 7 мая 1994, Ниш, Союзная Республика Югославия) — сербский футболист, вратарь. Выступал в юношеской сборной до 19 лет. В 2013 году в её составе стал чемпионом Европы.

## Карьера

### Клубная
До 2013 года играл за молодёжную команду «ОФК». 6 апреля дебютировал в основном составе клуба в домашнем матче суперлиги против «Явора» из Ивницы.

### Международная
Стефан был заявлен в сборную Сербии до 19 лет на чемпионат Европы 2013 в Литве. Там он выходил на поле только в одном матче: против Франции в групповом этапе турнира. Для сербов этот чемпионат сложился очень успешно — впервые в своей истории они стали чемпионами Европы.